# Defa (inslagkrater)
Defa is een inslagkrater op de planeet Venus. Defa werd in 1997 genoemd naar Defa, een Fula meisjesnaam (West-Afrika).
De krater heeft een diameter van 8,5 kilometer en bevindt zich op Bereghinya Planitia in het quadrangle Bereghinya Planitia (V-8).